# Národní park Teide
Národní park Teide (španělsky Parque nacional del Teide) je španělský národní park, který se nachází na ostrově Tenerife, největším z Kanárských ostrovů. Ústřední dominantou parku i celého ostrova je sopka Pico del Teide (3715 m n. m.), která patří k nejvyšším sopkám světa a zároveň je nejvyšším vrcholem Španělska. Rozloha parku je necelých 190 km², což představuje 9,3% celého ostrova. V parku se nachází rozmanité vulkanické a geologické útvary např. Roque Cinchado, La Catedral.
V roce 2007 byl park vyhlášen přírodní památkou světového dědictví UNESCO.

## Fotogalerie

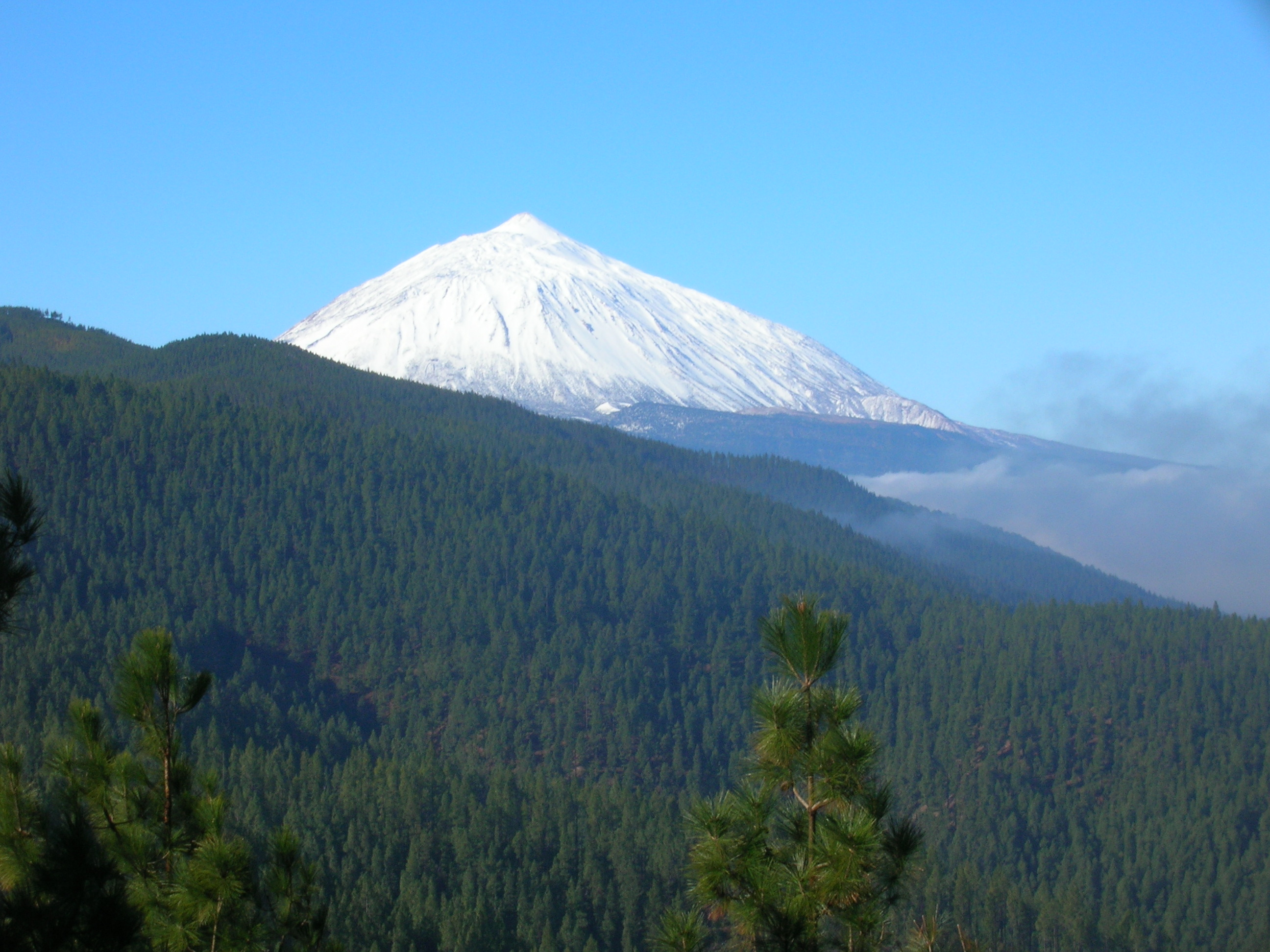
Pico del Teide
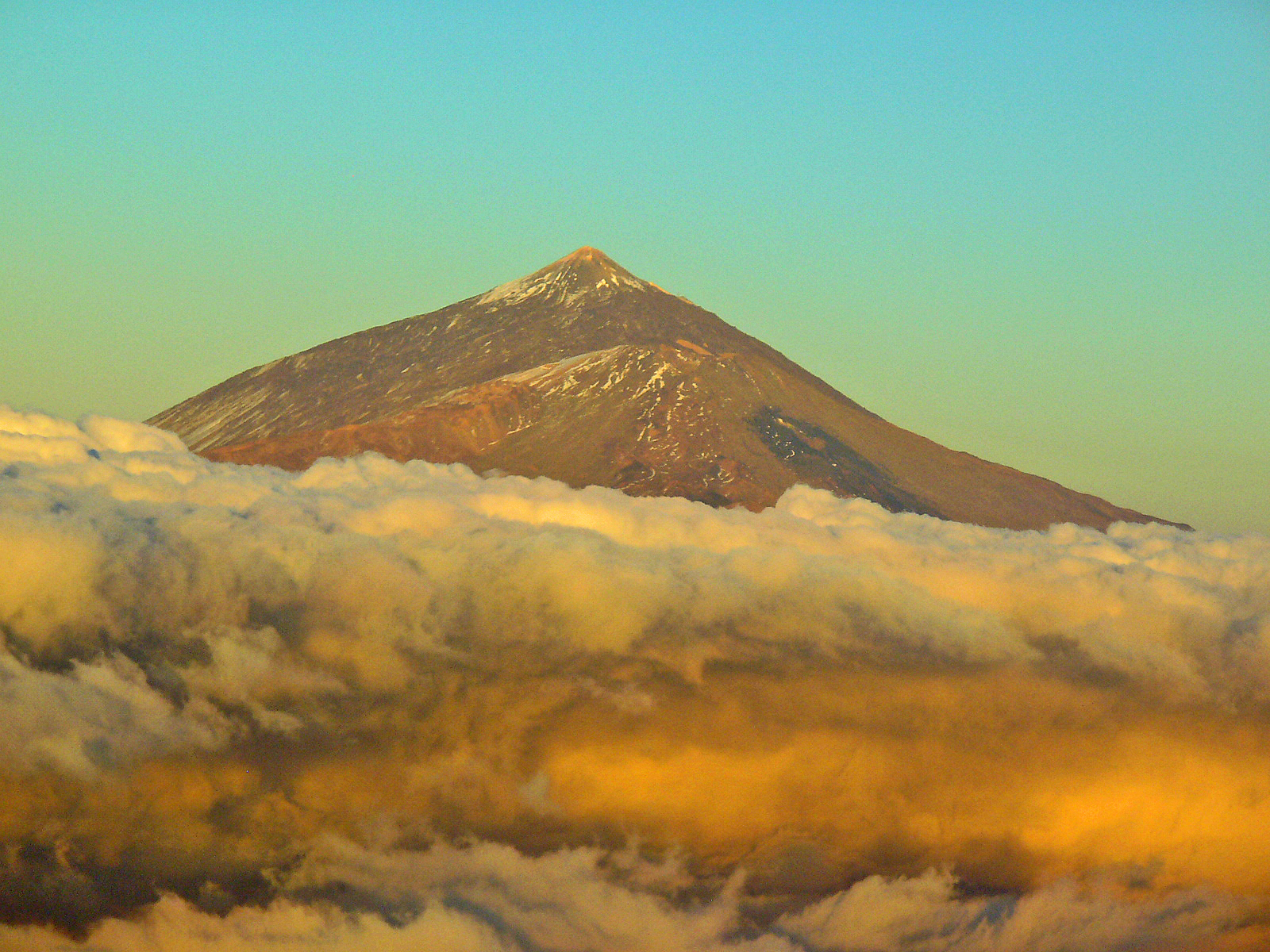
západ slunce
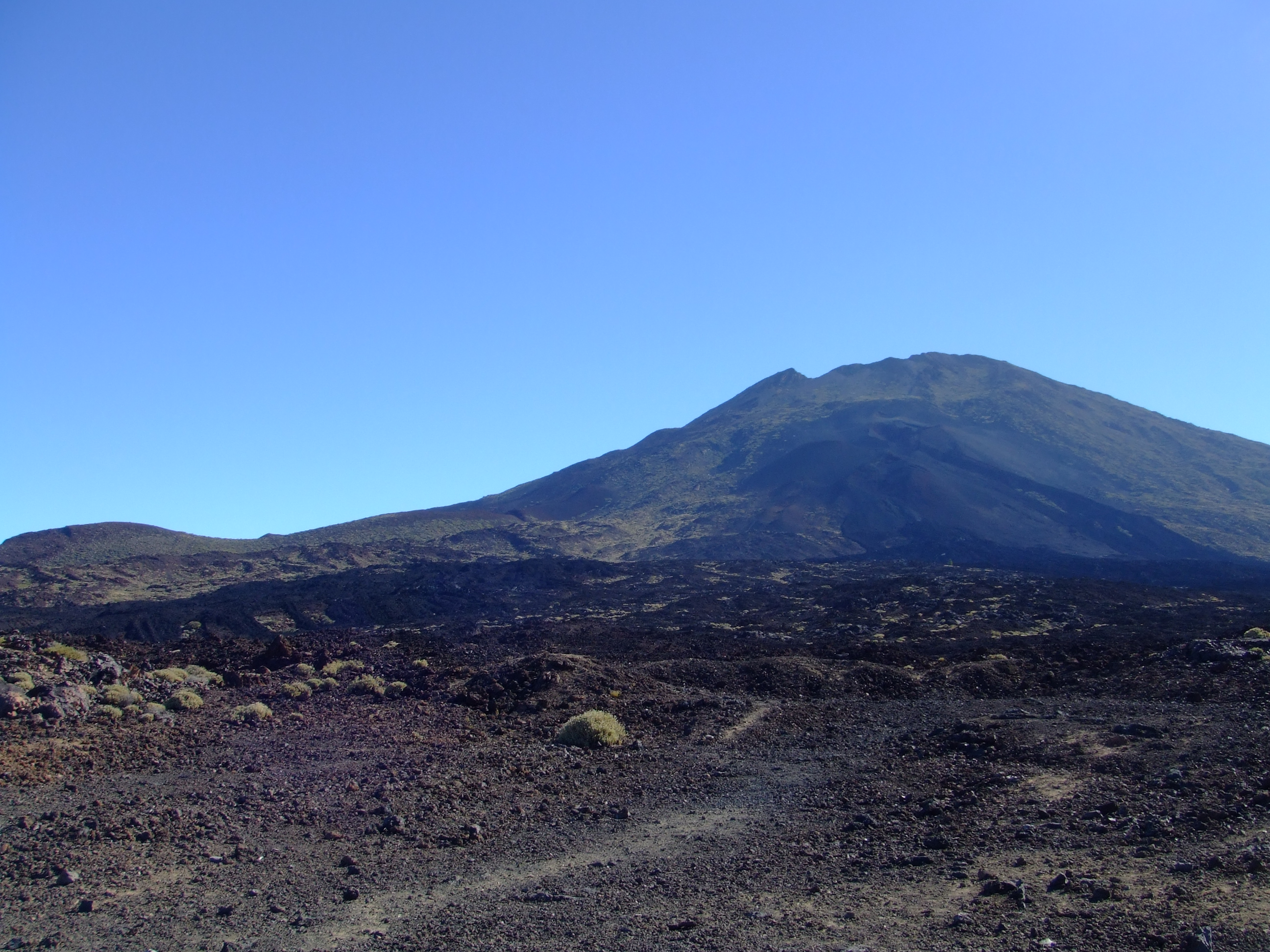
Pico Viejo
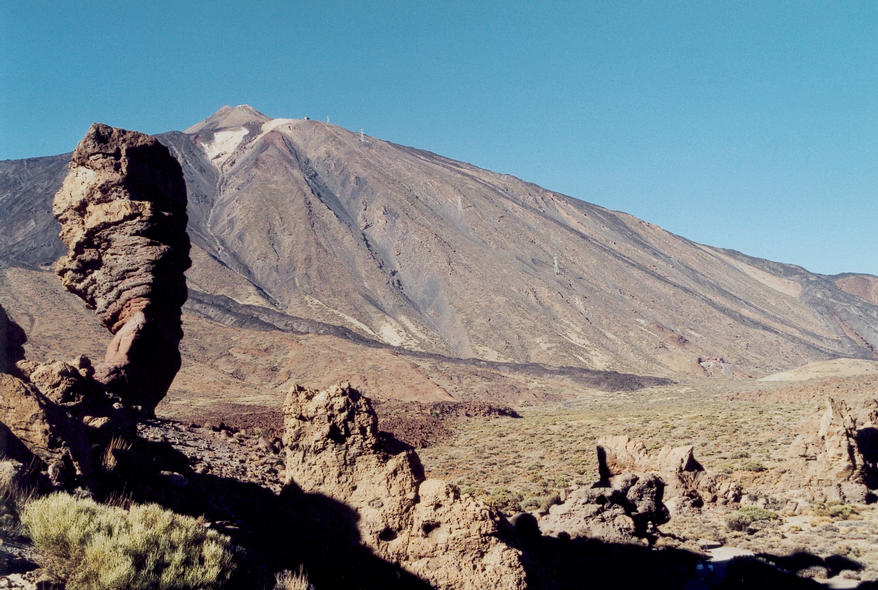
Pico del Teide